# Mariä Heimsuchung (Geisenbrunn)

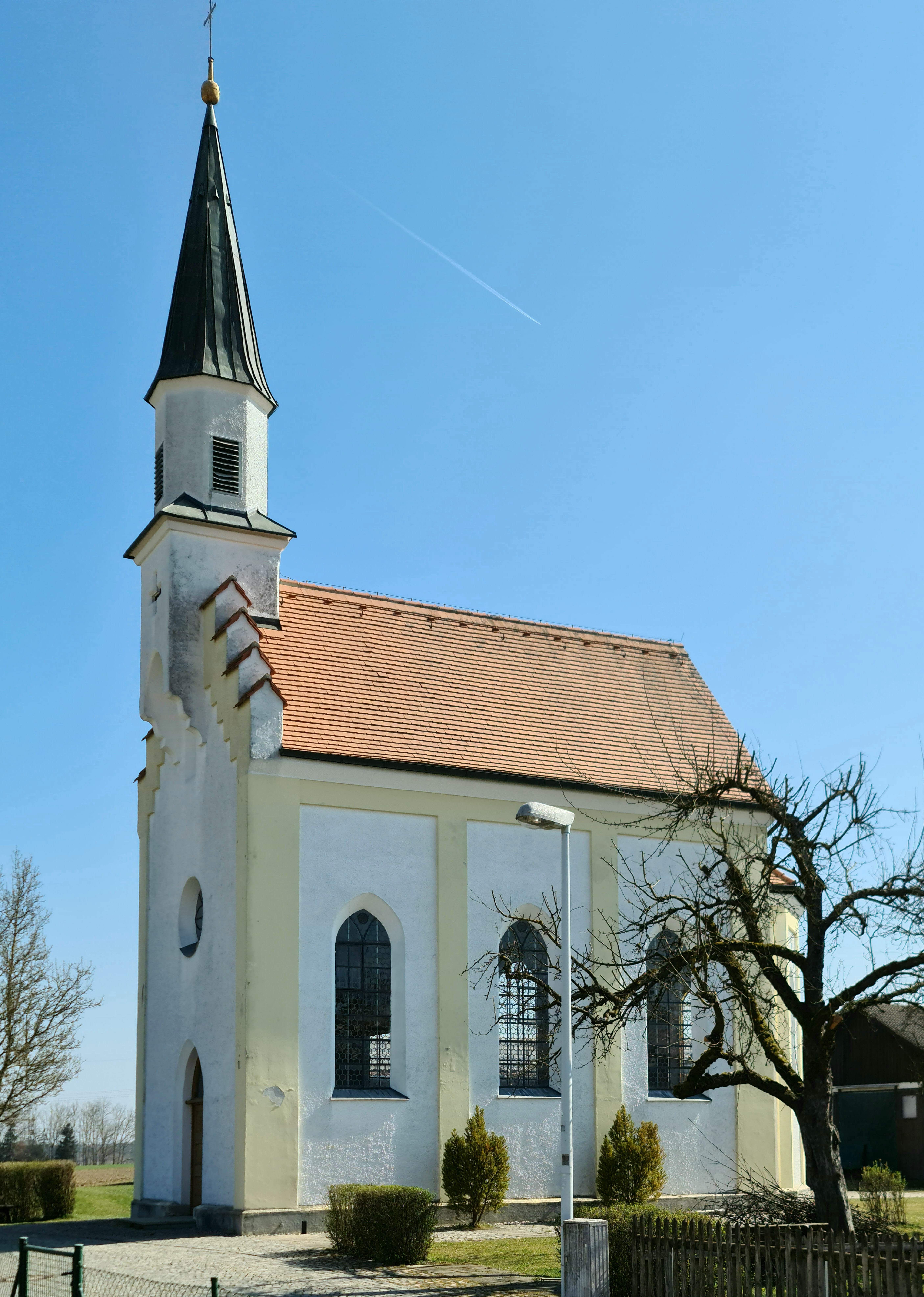
Mariä Heimsuchung in Geisenbrunn

Die römisch-katholische Kapelle Mariä Heimsuchung ist ein Baudenkmal im Gilchinger Gemeindeteil Geisenbrunn im Landkreis Starnberg.

## Geschichte
Die Errichtung der Kapelle erfolgte mit hoher Eigenleistung der Bewohner Geisenbrunns. Laut der Einsegnungsurkunde, welche 1981 im Zuge von Renovierungsarbeiten gefunden wurde, fand die Weihe am 17. Oktober 1855 statt. Eigentümer der Kapelle ist die Gemeinde Gilching. Das Gotteshaus wurde 1981 bis 1985 renoviert, wobei unter anderem der Dachreiter mit einem Ringanker stabilisiert wurde.

## Baubeschreibung
Die Kapelle ist ein Bauwerk im Stile der Neugotik. Das Gebäude ist mit Treppengiebeln und einem hohen Dachreiter mit Spitzhelm versehen. Die Fenster sind spitzbogig ausgeführt. Das Gewölbe im Inneren hat eine Rippennetzstruktur.